# Поворотний гідродвигун

Двошиберний поворотний гідродвигун: фіолетовим кольором показано порожнину високого тиску, зелено-голубим — порожнина низького тиску

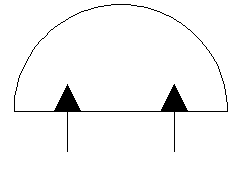
Умовна графічна познака поворотного гідродвигуна

Поворотний гідродвигун двосторонньої дії з рейково-шестеренною передачею

Поворо́тний гідродвигу́н — гідравлічна машина, призначена для перетворювання гідравлічної енергії в механічну та для надавання робочому органу зворотно-повертально-обертального руху на кут, менший за 360°.

## Конструкції поворотних гідродвигунів
За конструктивним виконанням бувають:
1. Шиберні (одно-, дво- або тришиберні) поворотні гідродвигуни.
2. Поршневі (кривошипно-шатунні, гвинтові та рейко-шестеренні) поворотні двигуни.

### Шиберні поворотні гідродвигуни
Шиберний поворний гідродвигун складається з корпусу (статора) усередині якого може повертатись в підшипниках ротор — вал з шибером. Одношиберний поворотний двигун має кут повороту зазвичай до 270°. Недолік констркції — опори вала навантажені однобічною силою тиску рідини, що приводить до нерівномірного зношування та зниження к.к.д. У двошиберному поворотному гідродвигуні сили тиску, що діють на вал, спрямовані діаметрально і урівноважуються, розвантажуючи його опори, але кут повороту значно зменшується (близько 150°) при одночасному збільшенні крутного моменту на валу гідродвигуна.
Крутний момент (М) на валу шиберного поворотного гідродвигуна та його кутова швидкість (ω) залежить від різниці тисків в напірній і зливній гідролініях, від різниці діаметрів ротора і статора та довжини і числа пластин шибера:
{\displaystyle M=\Delta pbz(r_{1}-r_{2}){\frac {(r_{1}+r_{2})}{2}}=\Delta pbz{\frac {r_{1}^{2}-r_{2}^{2}}{2}}}
{\displaystyle \omega ={\frac {2Q}{(r_{1}^{2}-r_{2}^{2})bz}}}
де:
{\displaystyle b} — довжина пластини шибера,
{\displaystyle \Delta p} — перепад тиску між порожнинами високого і низького тисків,
{\displaystyle r_{1}} — радіус внутрішньої поверхні статора,
{\displaystyle r_{2}} — радіус валу ротора,
{\displaystyle z} — число пластин,
{\displaystyle Q} — об'ємна витрата рідини, що проходить через гідродвигун.

### Поршневі поворотні гідродвигуни
За методом перетворення поступального руху штока гідроциліндра у поворотний рух поршневі поворотні гідродвигуни бувають: кривошипно-шатунні, гвинтові та рейково-шестеренні. Найпоширенішими є поворотні гідродвигуни з рейково-шестеренним механізмом, що використовуються в механізмах ротації промислових роботів, в приводах поворотних столів металорізальних верстатів, а також платформ і конвеєрів підйомно-транспортних механізмів.
Кут повороту вала в приводах рейково-шестеренною передачею звичайно не перевищує 360°. У конструкції поршні двох гідроциліндрів односторонньої дії зв'язані спільним штоком з рейково-зубчастою передачею. Крутний момент (М) та кутова швидкість (ω) рейкової шестерні з діаметром d ділильного кола визначаються за формулами:
{\displaystyle M={\frac {\Delta p\pi D^{2}d}{8}}}
{\displaystyle \omega ={\frac {8Q}{\pi D^{2}d}}}
При великих швидкостях руху (понад 0,3 м/с, а для точних верстатів 0,12 м/с) в кінці ходу ходу повинні встановлюватися гальмівні пристрої для запобігання ударам по кришках.
Серед кривошипно-шатунних конструкцій поворотних гідродвигунів поршневого типу існують поворотні гідродвигуни з паралельно працюючими поршнями (кут повороту до 100°), та конструкція з гідроциліндром двосторонньої дії (кут повороту до 180°). Конструкція поршневого поворотного гідродвигуна реалізується і на основі гвинтової пари, через яку прямолінійний рух поршня перетворюється у поворотний рух за допомогою пари гвинт-гайка.